# Oded Becer
Oded Becer (hebrejsky עודד בצר‎, rodným jménem Wolfgang Besser; 22. srpna 1921 – 17. října 1989) byl izraelský spisovatel.

## Biografie
Narodil se v německém Breslau (dnešní Wrocław v Polsku) jako třetí syn v zámožné židovské rodině. Během studií se stal členem sionistické mládežnické organizace ha-Bonim a v roce 1936 prošel výcvikovým táborem této organizace ve slezské oblasti. Během Křišťálové noci byli členové ha-Bonim převezeni nákladními vlaky do koncentračního tábora Buchenwald. Po měsíci se Židovské agentuře podařilo dojednat jejich propuštění a půl roku na to se Becerovi podařilo dostat do mandátní Palestiny na palubě uprchlické lodi Dora, a to pouhé dva týdny před vypuknutím druhé světové války.
Po příjezdu do britské mandátní Palestiny se usadil v mošavu ha-Bonim a vstoupil do Hagany. V roce 1941 se podílel na založení kibucu Dorot, který byl v té době nejjižnější židovskou osadou. Psaní se začal věnovat v roce 1948 během izraelské války za nezávislost a v 50. letech vydal desítky povídek. V letech 1950 až 1959 sloužil v izraelské armádě a mimo to se zúčastnil sinajské, šestidenní a jomkipurské válce. V roce 1957 opustil Dorot a v roce 1960 dokončil studia na vzdělávacím a výzkumném institutu Bejt Berl.
Za svou literární kariéru vydal celou řadu knih, za některé získal literární ocenění. Mimo jiné je autorem knihy ha-Canchanit še-lo šava („Parašutistka, která se nevrátila“) z roku 1968, pojednávající o Chaně Seneš.